# Batis d'Angola
La batis d'Angola (Batis minulla) és un ocell de la família dels platistèirids (Platysteiridae).

## Hàbitat i distribució
Habita boscos i clars del sud de la República del Congo, Cabinda, sud-oest i sud de la República Democràtica del Congo i oest d'Angola.